# Garganta de Lanzahita
Garganta de Lanzahita är ett vattendrag i Spanien.   Det ligger i provinsen Provincia de Ávila och regionen Kastilien och Leon, i den centrala delen av landet, 110 km väster om huvudstaden Madrid.